# DSR-50
Le DSR-50 est une arme à verrou anti-matériel en bullpup, développée par "DSR-precision GmbH", de calibre 12,x99 mm OTAN.
On considère que c'est en grande partie une amélioration du AMP Technical Services DSR-1.
Il présente notamment un compensateur de recul hydraulique, et en bout de canon un frein de bouche associé à un réducteur de son. L'arme est en bullpup, ce qui signifie que le chargeur est très en arrière de l'arme, ce qui lui permet d'être plus compacte, et de garder un canon suffisamment long.
L'arme dispose d'un bipied, et d'un rail Picatinny, permettant le montage d'une lunette.

## Culture populaire
Cette arme est présente dans des jeux vidéo, comme Call of Duty,, Girls' Frontline et Sniper Ghost Warrior 2.